# ゲルノト・ロール
ゲルノト・ロール（Gernot Rohr、1953年6月28日 - ）は、ドイツの元サッカー選手、指導者。ポジションはディフェンダー。

## 経歴

### 選手
ドイツのFCバイエルン・ミュンヘン、キッカーズ・オッフェンバッハなどでプレーした後、フランスのFCジロンダン・ボルドーで10年以上プレーした。ボルドーでは1980年代半ばにディヴィジオン・アンで3度優勝するなど、クラブの全盛期だった。

### 監督
引退後は、1990年から20年に亘り、FCジロンダン・ボルドーやOGCニースなど主にフランスのクラブなどで監督を務めた。
2010年にガボン代表監督に就任。その後、ニジェール、ブルキナファソの代表監督を務め、2016年にナイジェリア代表監督に就任する。2018 FIFAワールドカップではグループステージ敗退となったが、3大会ぶりに出場したアフリカネイションズカップ2019では3位に導いた。